# Luis Valdenebro
Luis Valdenebro, né à Séville, Andalousie (Espagne) le 15 novembre 1951, est un rejoneador espagnol, fils d'un grand d'Espagne  éleveur de taureaux braves. La famille de Ruchena est citée parmi les « grands d'Espagne », descendant des Bohorquez par les femmes.

## Présentation et carrière
Il fait ses débuts le 18 août 1970 à Aroche près de Huelva où il coupe deux oreilles d'un taureau de l'élevage Los remedios.
Il triomphe ensuite le 26 juin 1982 à Pozoblanco (province de Cordoue) en coupant deux oreilles et une queue d'un taureau de la ganaderia Ruchena, en compagnie d'Ángel Peralta, de son frère Rafael Peralta et de Antonio Ignacio Vargas.
Le 14 juillet 1983, il remporte le trophée du Rejón d'or dans les arènes de Méjanes, en compagnie des frères Peralta, de Fermín Bohórquez Escribano et de Luc Jalabert.
Issu dune famille très aisée, il ne torée que par pur plaisir et choisit volontairement de ne participer qu'à un très petit nombre de corridas.
Il a repris en 1985 la ganadería familiale, Jódar y Ruchena, dont la devise  est issue d'un élevage du XVIIIe siècle et dont l'ancienneté à Madrid remonte à 1967.